# Brooks Lennon
Brooks Howard Lennon (Paradise Valley, 22 de septiembre de 1997) es un futbolista estadounidense. Juega de defensa en el Atlanta United de la Major League Soccer.

## Trayectoria
Lennon comenzó su carrera en las inferiores del Real Salt Lake, y en 2015 fue fichado como juvenil por el Liverpool de Inglaterra.
El 20 de diciembre de 2017 fichó por el Real Salt Lake de la MLS.
El 2 de diciembre de 2019 fue adquirido por el Atlanta United.

## Selección nacional
Lennon ganó el Campeonato Sub-20 de la Concacaf de 2017 con la selección sub-20 de Estados Unidos.
El 8 de enero de 2018 recibió su primera llamada a la selección absoluta para un encuentro amistoso contra Bosnia y Herzegovina. Casi cuatro años después debutó en otro amistoso contra la misma selección.

## Clubes
| Club           | País           | Año           |
| -------------- | -------------- | ------------- |
| Real Salt Lake | Estados Unidos | 2017-2019     |
| Real Monarchs  | Estados Unidos | 2019          |
| Atlanta United | Estados Unidos | 2020-presente |